# Kelvin Atkinson
Kelvin Atkinson (* 8 de abril de 1969 em Chicago) é um político americano do Partido Democrata dos Estados Unidos.

## Dados biográficos
Atkinson cursou a Howard University, uma universidade historicamente composta predominantemente por alunos afro-descendentes. 
Ao concluir seus estudos, ele estabeleceu carreira política, sendo que de 2002 a 2012 foi representante político da Assembleia Legislativa do estado de Nevada; e a partir de 2012 ele passou a trabalhar como senador do mesmo estado. 
Durante um histórico debate político em assembléia ocorrido em abril de 2013 no qual era discutida a abertura do acesso ao casamento civil no estado para casais formados por pessoas do mesmo sexo, o senador declarou publicamente por primeira vez ser ele mesmo homossexual.
Atkinson reside na cidade de North Las Vegas,  Condado de Clark, localizado no Deserto de Mojave, no sul de Nevada.